# 結婚戦争
『結婚戦争』（けっこんせんそう、イタリア語: Il marito è mio e l'ammazzo quando mi pare）は、1968年（昭和43年）製作・公開、パスクァーレ・フェスタ・カンパニーレ監督のイタリア映画である。イタリア式コメディの1作である。

## 略歴・概要
本作は、1967年（昭和42年）、ローマの映画会社イタル＝ノレッジョ・チネマトグラフィコが製作、イタリアの映画プロデューサーシルヴィオ・クレメンテッリが代表を務めるクレシ・チネマトグラフィカが企画製作を開始し、翌1968年に完成した。アルド・デ・ベネデッティの執筆した原案を、ヤヤ・フィアストリ、ルイジ・マーニ、ステファーノ・ストルッキの3人が脚本を共同執筆した。劇伴音楽の作曲を行ったアルマンド・トロヴァヨーリは、パスクァーレ・フェスタ・カンパニーレ作品には初登板であった。
本作は、イタル＝ノレッジョ・チネマトグラフィコが配給し、イタリアでは1968年2月8日に公開された。2006年（平成18年）9月6日、「94分」のヴァージョンでDVDが Koch Media によりイタリアで発売された。
日本では、2011年（平成23年）2月現在に至るまで劇場公開、テレビ放映、DVD等のビデオグラム販売等は行われていない。アルマンド・トロヴァヨーリのベストアルバム『スパーク・イン・シネマ』（1994年）、あるいは『チャオ!チャオ!トロヴァヨーリ』（2002年）等が日本で独自に編まれ、『結婚戦争』のタイトルで日本でも知られるところとなる。

## スタッフ・作品データ
- プロデューサー : シルヴィオ・クレメンテッリ
- 監督 : パスクァーレ・フェスタ・カンパニーレ
- 原作 : アルド・デ・ベネデッティ （en:Aldo De Benedetti）
- 脚本 : ヤヤ・フィアストリ （Jaja Fiastri [5]）、ルイジ・マーニ （en:Luigi Magni）、ステファーノ・ストルッキ （Stefano Strucchi [6]）
- 撮影 : ロベルト・ジェラルディ （Roberto Gerardi [7]）
- 美術 : フラヴィオ・モゲリーニ （Flavio Mogherini）
- 編集 : ルジェッロ・マストロヤンニ （Ruggero Mastroianni）
- 音楽 : アルマンド・トロヴァヨーリ

- 製作 :  クレシ・チネマトグラフィカ、イタル＝ノレッジョ・チネマトグラフィコ （Ital-Noleggio Cinematografico [8]）
- フォーマット : カラー映画（イーストマンカラー） - ヨーロピアンヴィスタ・サイズ（1.66:1） - モノラル録音

## キャスト
クレジット順
- カトリーヌ・スパーク - アッレグラ
- ハイウェル・ベネット （Hywel Bennett） - レオナルド
- ヒュー・グリフィス - イニャツィオ
- フランチェスコ・ムーレ （Francesco Mulé） - オスタンツォ
- パオロ・ストッパ （en:Paolo Stoppa） - スペレンツォーニ
- ジャンリコ・テデスキ （en:Gianrico Tedeschi） - 死化粧師
- ロモロ・ヴァッリ （en:Romolo Valli） - 執事

アルファベット順
- ヴィットリオ・カプリオーリ （Vittorio Caprioli）
- ピナ・チェイ （Pina Cei）
- ジャンニ・マーニ （Gianni Magni）
- ミレーナ・ヴコティッチ （Milena Vukotic）

## あらすじ
巨匠音楽家の老人イニャツィオ（ヒュー・グリフィス）と結婚した若く美しいアッレグラ（カトリーヌ・スパーク）は、若く美しい青年レオナルド（ハイウェル・ベネット）と出逢う。アッレグラはレオナルドとタッグを組み、夫イニャツィオを殺してしまおうと、あの手この手を仕掛けるが、どんなことをしても、偶然のタイミングで助かってしまう。不死身のイニャツィオに呆れ果て、アッレグラとレオナルドは逃げ出し、イニャツィオは再び演奏をたのしむ悠々自適の晩年に戻る。

## 関連事項
- イタリア式コメディ